# Ghirlanda
Ghirlanda est une frazione située sur la commune de Massa Marittima, province de Grosseto, en Toscane, Italie. Au moment du recensement de 2011, sa population était de 213 habitants.
Ghirlanda était un village minier des monts Métallifères ; ici se trouvait la gare terminus pour le transport des minerais vers la mer.

## Monuments
- Ancienne gare ferroviaire, terminal nord du chemin de fer Follonica-Massa Marittima, elle présente des décorations Art nouveau
- Mulino Badii, moulin du XIXe siècle
- Fontaine de Bufalona